# Tangerine Microtan 65
Il Tangerine Microtan 65 (a volte abbreviato M65 ) è un microcomputer a scheda singola basato sulla CPU 6502, venduto per la prima volta nel 1979, che poteva essere espanso in quello che era per i suoi tempi un sistema completo e potente. Il design fu la base per quello che in seguito divenne l'Oric ATMOS e successivi, che hanno un indirizzamento della tastiera e un I/O su nastro simili a quelli del Microtan 65. Il Microtan 65 ha una funzione a passo singolo che può essere utilizzata per il debug a livello hardware. Il computer era disponibile come già assemblato o come kit costituito da scheda e componenti da saldare insieme.
Il Microtan 65 era pensato per un uso generico che poteva servire per laboratori, produttori di apparecchiature originali (OEM) e appassionati di computer, ed è stato progettato pensando all'espandibilità. In questo modo il cliente può personalizzare il sistema, sia esso un sistema di controllo specializzato, uno strumento di apprendimento o un dispositivo informatico generico.
Il prezzo della scheda Microtan 65 nel 1981 era di £ 79,35 (IVA inclusa) in kit o £ 90,85 già assemblato. Il sistema non era normalmente disponibile nei negozi.
Per accompagnare l'hardware e per offrire ulteriore supporto agli utenti, è stata creata la rivista Tansoft Gazette (nome ispirato alla Liverpool Software Gazette ). Questa è stata curata dall'impiegato di Tangerine Paul Kaufman che ha continuato come editore quando la rivista è stata ribattezzata Oric Owner. Tansoft divenne anche il nome della software house ufficiale di Tangerine Computer che forniva una serie di prodotti software e libri per il sistema Microtan e successivamente per la gamma di computer Oric.

## Scheda principale
- una CPU NMOS 6502 funzionante a una frequenza di clock di 750 kHz
- 1K byte di RAM, utilizzata sia per la memoria del display che per i programmi utente
- 1K byte di ROM per il programma monitor
- logica video e un modulatore RF televisivo, per il display a 16 righe da 32 caratteri
- un tastierino esadecimale scansionato da software[4]
- una tastiera ASCII opzionale